# Leidseplein
La Leidseplein (« Place de Leyde » en néerlandais) est l'une des places principales de la capitale néerlandaise Amsterdam, située au sud-ouest du centre-ville et au nord-ouest du Rijksmuseum, dans l'arrondissement Centre. Elle se trouve à proximité immédiate du Singelgracht, à l'intersection du Weteringschans, dont elle est séparée par la Kleine-Gartmanplantsoen, de la Marnixstraat et de la Leidsestraat. Elle est desservie par les lignes 1, 2, 5, 7, 12 et 19 du tramway d'Amsterdam.

## Origine du nom
La Leidsestraat et la Leidseplein tiennent leur nom de la Leidsepoort, ancienne porte médiévale de la ville située sur la route qui mène à Leyde (en néerlandais : Leiden). Quelques autres rue du quartier tirent leur nom de cette ville, comme la Leidsedwarsstraat, la Leidsekade et le Korte Leidsedwarsstraat.

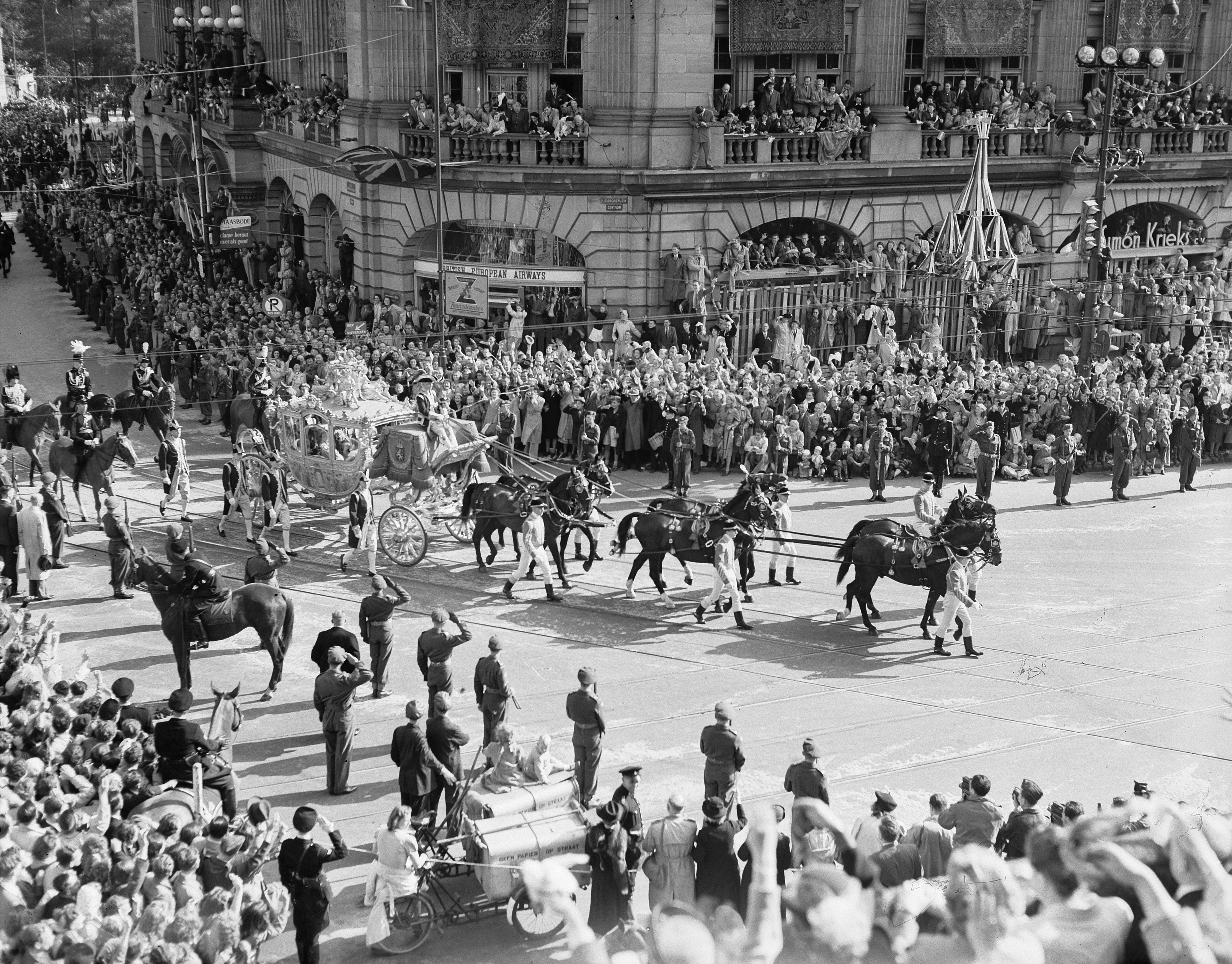
La reine Juliana arrivant en carrosse sur la Leidseplein, peu après son intronisation, le 6 septembre 1948.

La place est aménagée dans le cadre du « Troisième plan d'expansion de la ville » (Derde Uitleg) au cours duquel la partie ouest de la ceinture de canaux de la Grachtengordel est creusée. Elle se trouve en outre au milieu d'une partie du Lijnbaansgracht qui est remblayée.

## Géographie

### Localisation
La proximité de l'axe commerçant de la Leidsestraat, principal cheminement de piétons entre la Leidseplein et le Singel et le Spui, fait de la place l'un des endroits les plus animés de la ville en journée, mais cette dernière est également l'un des centres de vie nocturne les plus bouillonnants de la ville. L'un des plus célèbres théâtres de la ville, le Stadsschouwburg, y est situé. Le même bâtiment abrite également un office du tourisme. La place et les rues environnantes sont bordées de restaurants, de bars, de dancings, de théâtres de cinémas et autres lieux de spectacles. De nombreux artistes de rue se produisent sur la place et ses environs. Chaque année, depuis 1988, elle est le centre du Festival international du film documentaire d'Amsterdam. En hiver, une patinoire est installée à la place des terrasses des cafés et bars situés autour de la place, de même que sur la Museumplein.

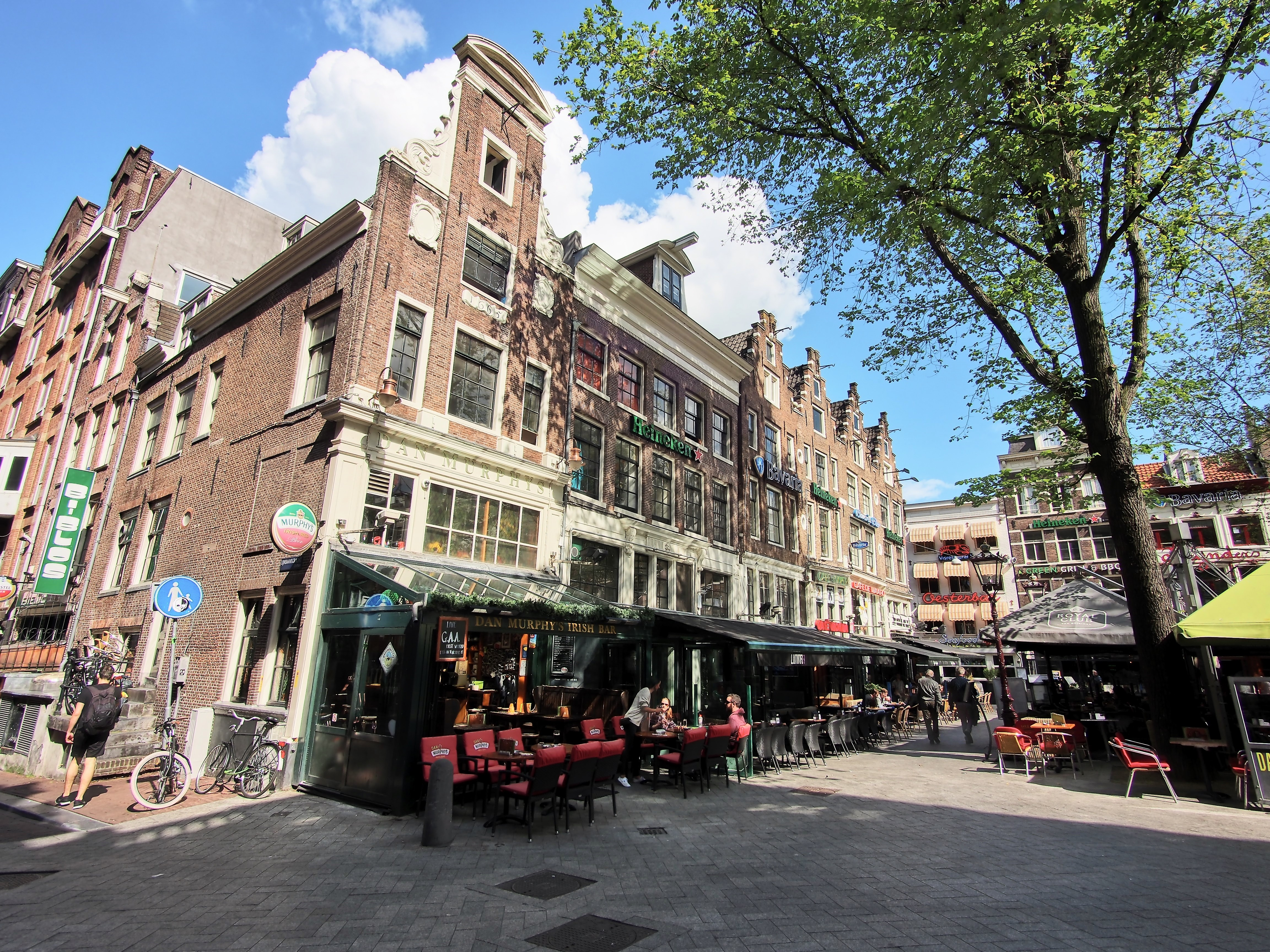
Bâtiments bordant la place à l'ouest.
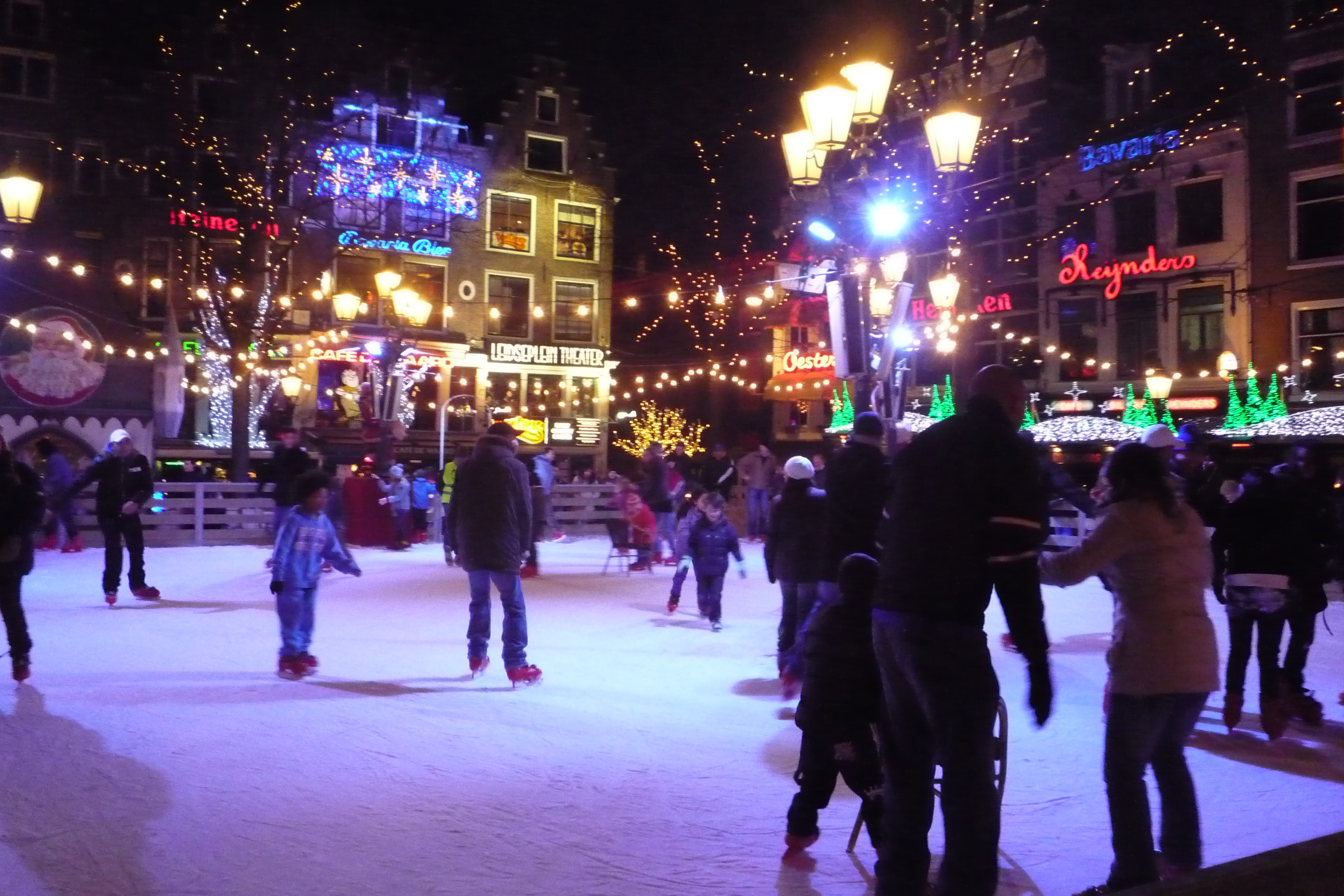
Patinoire installée au milieu de la place en hiver.
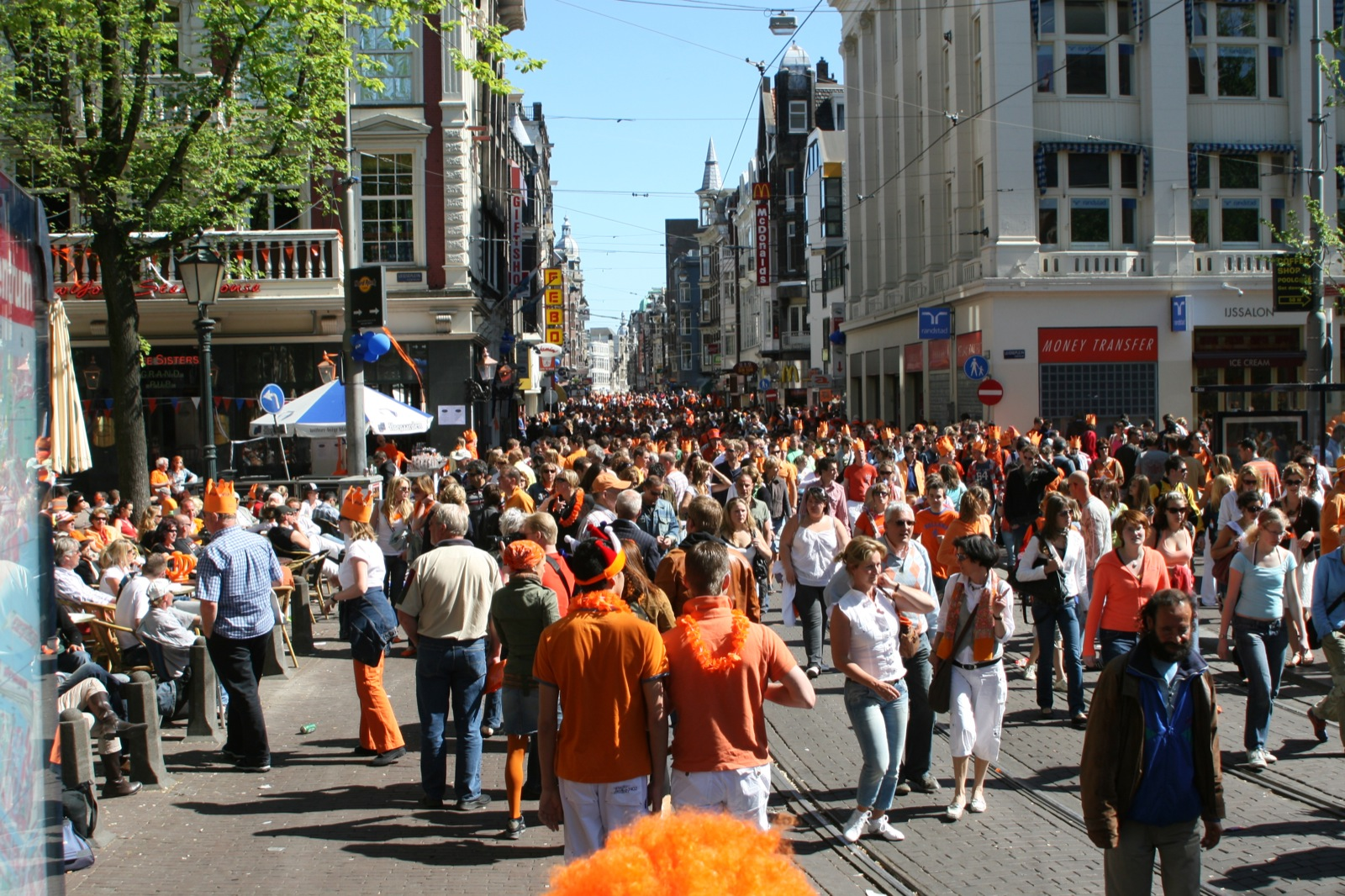
Fête nationale (2007).
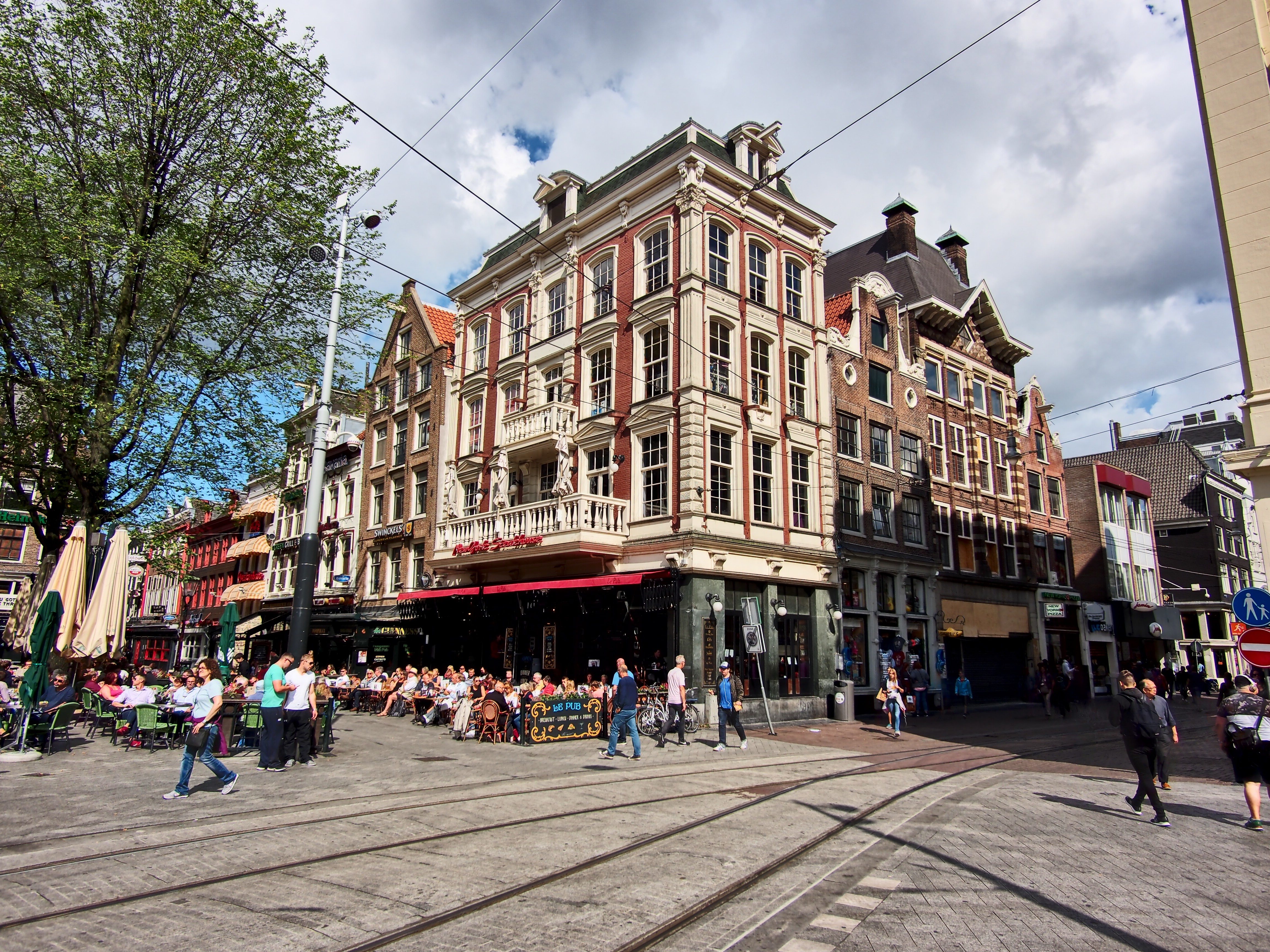
Vue de la Leidsestraat depuis la Leidseplein.

### Transports
La place constitue en outre un nœud important dans le réseau de transport de la ville, du fait de sa situation stratégique au confluent des arrondissements Centre, Ouest et Sud. Six lignes de tramway (GVB), ainsi que plusieurs lignes de bus des compagnies Arriva et Connexxion, s'arrêtent à la station Leidseplein.